# L'Iceberg vengeur
Pour plus de détails, voir Fiche technique et Distribution.
L'Iceberg vengeur (titre original : Frozen Justice) est un film américain réalisé par Allan Dwan, sorti en 1929.
C'est un film parlant, mais une version muette du film, plus courte, est également sortie.

## Synopsis
Inconnu.

## Fiche technique
- Titre original : Frozen Justice
- Réalisation : Allan Dwan
- Scénario : Sonya Levien

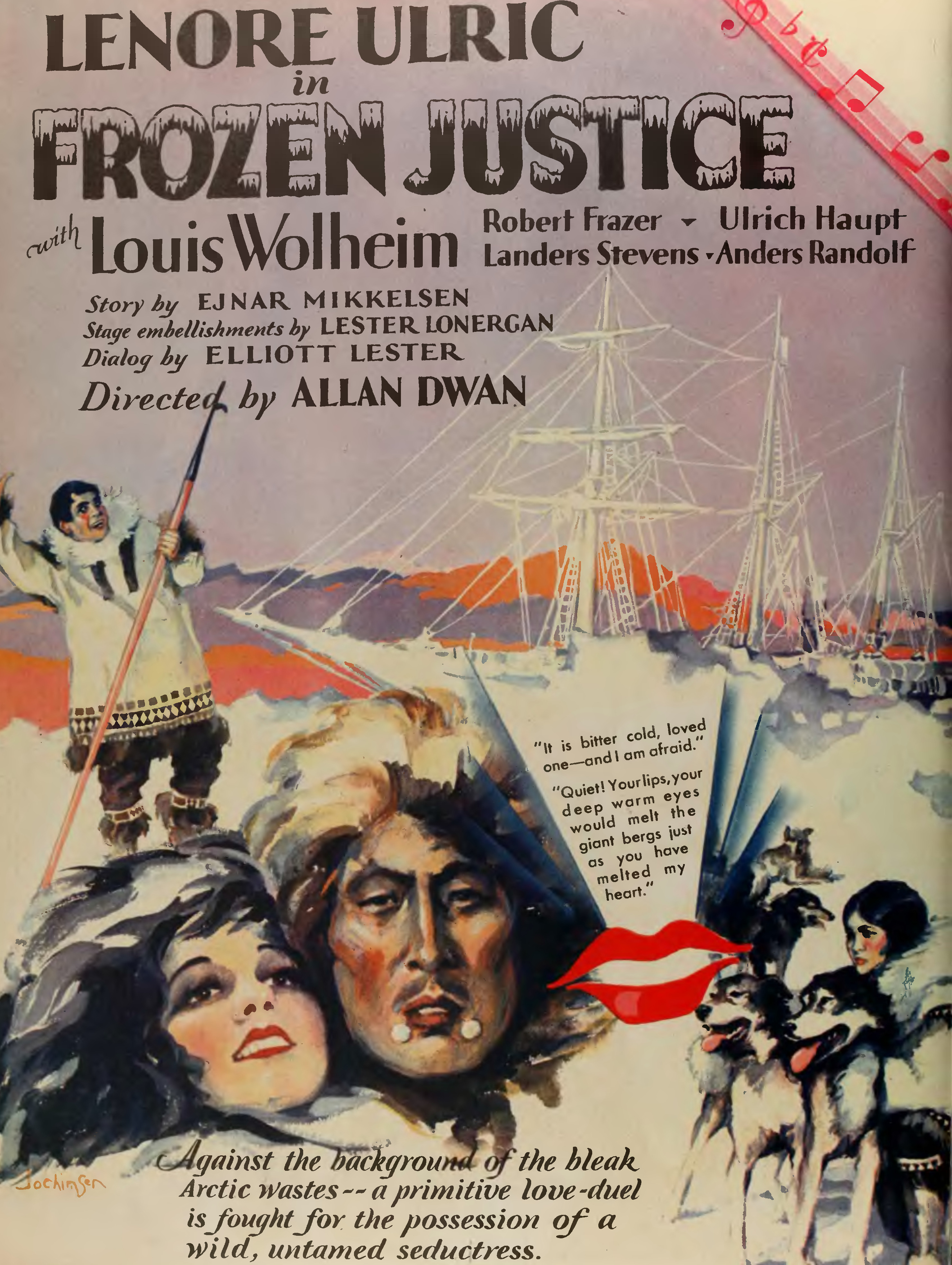
Annonce pour le film dans le magazine Film Daily.

- Distributeur : Fox Film Corporation
- Photographie : Harold Rosson, Charles G. Clarke
- Musique : Arthur Kay
- Montage: Harold Schuster
- Durée : 73 minutes
- Date de sortie : 25 octobre 1929

## Distribution
- Lenore Ulric : Talu
- Robert Frazer : Lanak
- Louis Wolheim : Duke
- Ullrich Haupt: capitaine Jones
- Laska Winter : Doulgamana
- El Brendel : 'Swede'
- Tom Patricola : 'Dancer'
- Alice Lake : 'Little Casino'
- Gertrude Astor : 'Moosehide' Kate
- Adele Windsor : Boston School ma'am
- Neyneen Farrell : 'Yukon' Lucy
- Warren Hymer : The Bartender
- Lou Morrison : The Proprietor
- Charles Judels : le marin français
- Joe Rochay : The Jewish Character
- Meyers Sisters : The Harmony Duo
- George MacFarlane : le chanteur
- Landers Stevens : Mate Moore
- James Spencer - The Medicine Man
- Arthur Stone : 'French' Pete
- Jack Ackroyd : 'English' Eddie
- Gertrude Chorre : mère de Talu